# Creu de terme Blanca
La Creu de terme Blanca, o Creu dels Peus Llevats, és una creu de terme barroca de la Selva del Camp (Baix Camp) situada al camí de l’ermita de la Mare de Déu de Paretdelgada, actualment carretera TV-7223 que uneix la vila de la Selva del Camp amb la de Vilallonga del Camp. Està inclosa a l'Inventari del Patrimoni Arquitectònic de Catalunya.

## Descripció
Estructuralment, està formada per una base de suport, a manera de plataforma quadrangular constituïda per dos graons de pedra, el fust o columna que l'enlaira i la creu pròpiament dita. Es tracta d'una creu llatina de braços que configuren un perfil sinuós, propi de l'estètica barroca, rematats per florons. Al centre de l'anvers no hi falta la imatge del crucificat i, al revers, la imatge de la Verge resta sostinguda per un querubí alat. A través d'una motllura vuitavada decorada amb sanefa decorativa, a manera de corona, la creu s'uneix a la columna que l'enlaira, de secció octogonal i d'una sola peça. La part final de la columna consisteix en un bloc quadrangular. Una de les seves cares presenta esculpides les armes de la vila: l'alzina, amb la Tau i els dos ocells. Aquest emblema s'acompanya de la data 1604.

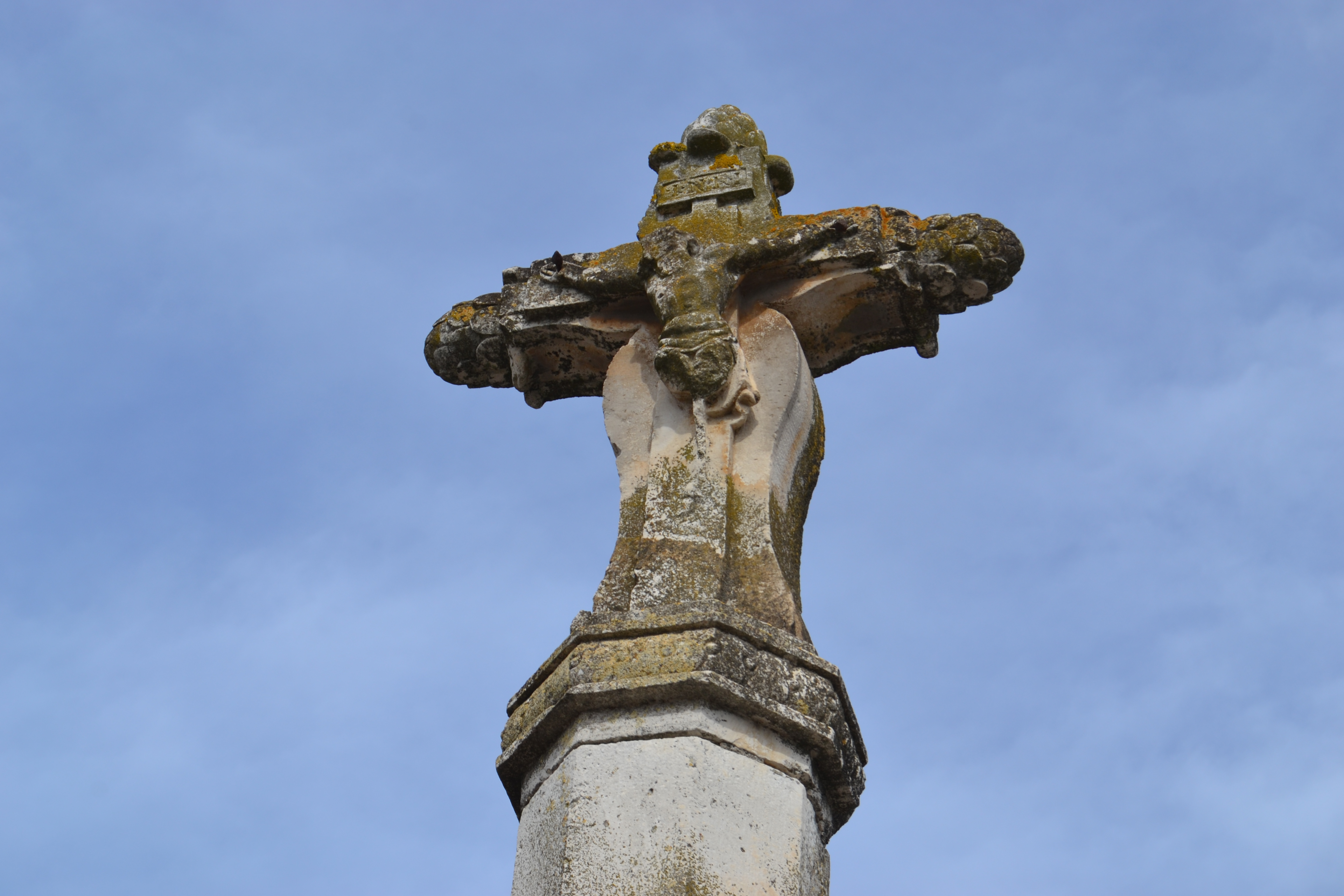
Detall de la creu, amb el Crist sense cames

## Història
Aquesta creu fou aixecada l'any 1604 tal com consta a la peça que serveix de sòcol, on està gravada la data d'erecció, repartida a banda i banda del tronc de l'alzina heràldica. L'any 1936 aquesta creu fou destruïda, però posteriorment s'instal·la novament en el seu lloc.
El nom de Creu Blanca li ve per la qualitat blanquinosa de la pedra amb què fou obrada, avui ja degradada. El segon nom, no tan conegut, Creu dels Peus Llevats, li ve d'una llegenda que explica que un miquelet, en una de les lluites civils durant la guerra dels Set Anys, tirà a la imatge del Crist uns quants trets i li llevà les cames. Déu, però, el castigà, ja que la seva muller va infantar-li un fill sense cames.